# تومي لارسون
تومي لارسون (بالسويدية: Tommy Larsson)‏ (7 سبتمبر 1951 بالسويد - ) هو لاعب كرة قدم سويدي في مركز الوسط. شارك مع منتخب السويد لكرة القدم. أما مع النوادي، فقد لعب مع نادي مالمو ونادي لاندسكرونا ‏.

## مسيرته الكروية
لعب تومي لارسون خلال مسيرته الاحترافية مع ناديين في ستة عشر موسمًا وسجل خلالها 48 هدفًا ضمن 278 مباراة. حيث فاز في أربعة مواسم بالكأس وفي خمسة مواسم بالدوري.
خاض تومي لارسون مسيرته مع نادي مالمو في موسم 1969 ليلعب معه عشرة مواسم، مشاركًا في 182 مباراة سجل خلالها 35 هدفًا. ثم انتقل إلى نادي لاندسكرونا ‏ في موسم 1979 ليلعب معه ستة مواسم، حيث شارك في 96 مباراة سجل خلالها 13 هدفًا.

## وصلات خارجية
- تومي لارسون على موقع قاعدة بيانات كرة القدم.إي يو (الإنجليزية)
- تومي لارسون على موقع ناشيونال فوتبول تيمز (الإنجليزية)